# مطار جزيرة داس
مطار جزيرة داس (إيكاو: OMAS) هو مطار خاص تديره شركة بترول أبوظبي الوطنية. يخدم حقل النفط في جزيرة داس، أبو ظبي، الإمارات العربية المتحدة.